# 이시이 마사노리
이시이 마사노리(일본어: 石井 正則, 1973년 3월 21일 ~ )는 일본의 배우, 탤런트, 성우, 내레이터로, 호리프로 소속, 가나가와현 요코하마시 호도가야구 출신이며, 코미디 콤비 아리to키리기리스(アリtoキリギリス)로 노망을 맡고 있었다.